# Sigrid Rausing

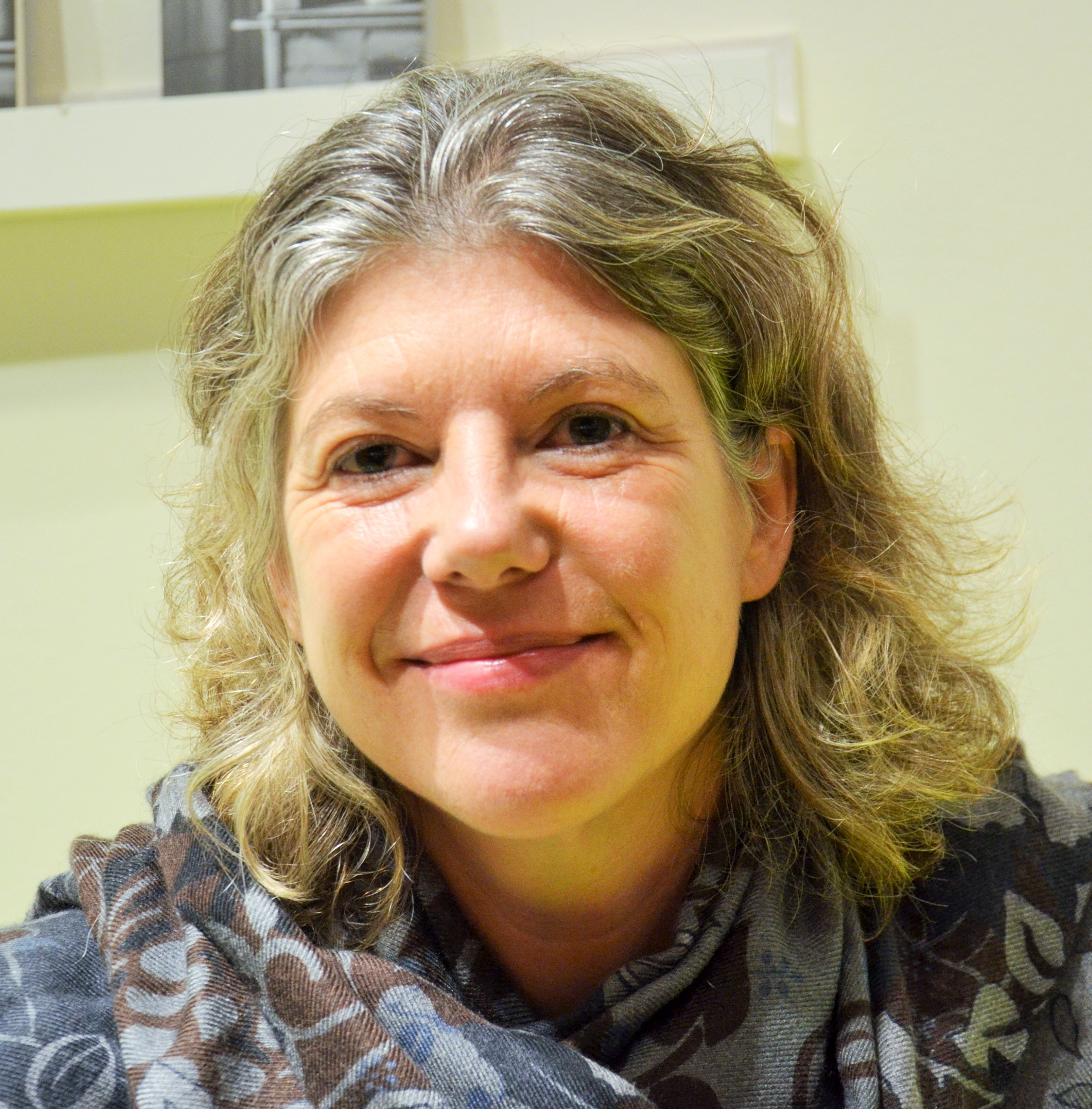
Sigrid Rausing im Jahr 2014

Sigrid Maria Elisabet Rausing (* 29. Januar 1962 in Lund) ist eine schwedische Anthropologin, Verlegerin, Philanthropin und Autorin.

## Leben
Sigrid Maria Elisabet Rausing ist eine Tochter von Hans Rausing und dessen Ehefrau Märit, geborene Norrby. Ihre Geschwister sind Lisbet und Hans Kristian, alle drei sind Enkel des Tetra Pak-Gründers Ruben Rausing.  Sie besitzen neben der schwedischen auch die britische Staatsbürgerschaft.
Sie studierte an der University of York von 1983 bis 1986 Geschichte und legte 1987 am University College of London das Magisterexamen in Sozialanthropologie ab. 1995 gründete sie die Sigrid Rausing Stiftung. Im Frühjahr 2005 kaufte sie mit ihrem Ehemann Eric Abraham, Film- und Fernsehproduzent, und dem Verleger Philip Gwyn-Jones die seit 1899 bestehende Literaturzeitschrift Granta und den gleichnamigen Verlag, deren Herausgeberin sie auch von 2012 bis 2023 war. 2019 wandelte sie Granta in eine Stiftung um. 2018 veröffentlichte sie die Autobiografie Desaster, in der sie unter anderem die Drogensucht ihres Bruders Hans Kristian und dessen Ehefrau Eva,  die 2012 an den Folgen ihrer Sucht starb, thematisiert hat.
Sigrid Rausing lebt seit 1980 in London und ist Begründerin einer humanitären Stiftung, des Sigrid Rausing Trust, der Stand 2025 weltweite Menschenrechtsorganisationen mit 200 Millionen GBP förderte.

## Schriften
- History, Memory, and Identity in Post-Soviet Estonia. The End of a Collective Farm. Oxford University Press 2004, ISBN 978-0-19-926318-9.
- Everything is Wonderful. Memories of a Collective Farm in Estonia. Grove/Atlantic, Incorporated 2014, ISBN 978-0-8021-9281-3.
- Mayhem. A memoir. Hamish Hamilton, London 2017, ISBN 978-0-241-25926-9.
  - Deutsche Ausgabe: Desaster. Aus dem Englischen übersetzt von Adelheid Zöfel, Fischer, Frankfurt am Main 2018, ISBN 978-3-10-397219-1.